# Ʝ
La J con rizo, J de cola cruzada o J rizada (Mayúscula: Ʝ minúscula: ʝ), es un símbolo del Alfabeto Fonético Internacional usado para la fricativa palatal sonora /ʝ/ y un grafema del alfabeto latino usado en idioma ik en Uganda. Está formada por la letra J con un rizo diacrítico. No debe confundirse con la forma cursiva de la letra J.

## Uso
En el Alfabeto Fonético Internacional, la j minúscula rizada es el símbolo de la consonante fricativa palatal sonora. Este símbolo fue adoptado después de la conferencia de Kiel en 1989. Anteriormente, la consonante fricativa palatal sonora se representaba con el mismo símbolo que la aproximante palatal sonora [j] o con ᴊ ‹ᴊ› minúscula. 

## Codificación
La J con rizo se puede representar en Unicode con los siguientes caracteres
| forma     | representación | puntos de código | descripción                       |
| --------- | -------------- | ---------------- | --------------------------------- |
| Mayúscula | Ʝ              | U+A7B2           | Letra mayúscula latina J con rizo |
| minúscula | ʝ              | U+029D           | Letra minúscula latina J con rizo |